# Набоков, Семён Константинович
Семён Константинович Набоков (14 февраля 1905, Киев, Российская империя — 23 сентября 1973, , Киев,Киевская область, УССР, СССР) — советский военачальник, генерал-майор авиации (19.08.1944).

## Биография
Родился в Киеве в семье рабочего. Украинец.
С 1913 года по 1917 год учился в городском училище Киева. С 1917 года  работал слесарем на различных предприятиях Киева. В 1924 году был направлен РК ВЛКСМ на фабрику игрушек «Комборбезом» для работы в месткоме. Потом работал на заводе «Красное Знамя» в профкоме. Член ВКП(б) с 1925 года.

## Военная служба
30 ноября 1927 года был призван в РККА и направлен на учебу в Машинную школу Балтийского моря в город Кронштадт. После окончания курса обучения в 1928 году назначен машинистом на крейсере «Аврора».
С августа 1928 года по декабрь 1929 года учился в Ленинграде в Военно-теоретической школе ВВС РККА, затем был направлен во 2-ю военную школу летчиков им. Осоавиахима СССР. По ее окончании в ноябре 1931 года оставлен служить в этой школе в должности инструктора-летчика 1-го разряда.
В августе 1933 года  Набоков был назначен командиром корабля ТБ-31-й эскадрильи Сещинской авиабригады. С октября проходил службу в 7-й авиаэскадрилье при Ейской школе летчиков (отдел подготовки штурманов ДБА), был командиром корабля и авиаотряда. В мае 1935 года  он переведен в 21-ю авиабригаду СКВО в город Ростов-на-Дону, где сначала командовал отрядом в 82-й тяжелобомбардировочной авиаэскадрилье, затем исполнял должность командира 81-й тяжелобомбардировочной авиаэскадрильи. С февраля 1939 года — инспектор по технике пилотирования и теории полета 11-го тяжелобомбардировочного авиаполка 3-й армии особого назначения, с мая — командир эскадрильи 8-го тяжелобомбардировочного авиаполка АОН-3 в городе Запорожье.
Осенью 1939 года капитан Набоков переведен в 6-й дальнебомбардировочный авиаполк ВВС ЛВО. В должности командира 6-й авиаэскадрильи и помощника командира этого полка участвовал в Советско-финляндской войне. Полк наносил бомбовые удары по войскам, военным и промышленным объектам в районе Ювяскюля, Выборг, Тампере, Куопке, Сортавала. Лично  Набоков совершил 16 боевых вылетов, за что был награжден орденом Ленина. По окончании боевых действий в апреле 1940 года полк был перебазирован в ЗакВО, а капитан  Набоков назначен заместителем командира 83-го дальнебомбардировочного авиаполка 26-й отдельной авиадивизии.

### Великая Отечественная война
В начале войны в той же должности. В августе 1941 года капитан Набоков назначен командиром 452-го дальнебомбардировочного авиаполка ВВС ЗакВО. В период с 25 по 31 августа полк выполнял боевые задачи по обеспечению ввода в Иран группировки советских войск. В начале октября полк был передислоцирован на Северо-Западный фронт. Действуя с аэродрома Рыбинск, летчики полка в составе авиагрупп действовали по танковым колоннам и войскам противника в полосе Западного и Северо-Западного фронтов, на можайском, ржевском и волоколамском направлениях.
В марте 1942 года майор Набоков назначен командиром ночной авиагруппы (815-й дальнебомбардировочный полк) в составе 1-й ударной авиагруппы Ставки ВГК. Группа действовала в интересах Волховского фронта, а также выполняла полеты по переброске грузов за линию фронта для частей и соединений, оказавшихся в окружении, и партизанским отрядам. С октября 1942 года подполковник Набоков — заместитель командира 280-й бомбардировочной авиадивизии 14-й воздушной армии Волховского фронта.
В феврале 1943 года вступил в командование 304-й дальнебомбардировочной авиадивизией, которая входила в состав 5-го смешанного авиакорпуса, находилась в стадии формирования на аэродромах в районе города Ярославль.  К 01.06.1943 дивизия перебазировалась на аэродромы в районе города Воронеж, на аэродром Усмань и вошла в состав действующей армии. В состав дивизии входили 6 дбап и 815 дбап. Части дивизии наносили бомбовые удары по танковым группировкам, резервам противника, его военным объектам на белгородском и курском направлениях в полосе Воронежского и Степного фронтов.
В июле 1943 года назначен командиром 48-й авиадивизии авиации ДД, которая под его руководством действовала с аэродромов городов Ярославль, Калинин, Шаталово, Лида, Бяло-Подляска. Она наносила бомбовые удары по стратегическим промышленным объектам и центрам, а также по переднему краю и окруженным войскам противника.
На завершающем этапе войны в 1945 года дивизия под командованием генерал-майора авиации Набокова принимала участие в Восточно-Прусской, Кёнигсбергской, Восточно-Померанской и Берлинской наступательных операциях.
В период с июля 1941 года по май 1945 года Набоков лично совершил 21 боевой вылет на бомбардировку войск и объектов противника. За время войны комдив Набоков был три раза персонально упомянут в благодарственных в приказах Верховного Главнокомандующего.

### Послевоенное время
После войны Набоков продолжал командовать этой дивизией. С февраля 1946 года исполнял должность командира 16-й гвардейской бомбардировочной Сталинградской авиадивизии. С октября 1946 года был заместителем командира, а с декабря 1947 года — командиром 45-й тяжелобомбардировочной авиадивизии ДА. С февраля 1951 года командовал 84-м бомбардировочным авиационным корпусом ДА.
С сентября 1952 года по октябрь 1953 года слушатель ВАК при Высшей военной академии им. К. Е. Ворошилова, затем был назначен командиром 15-й гвардейской тяжелобомбардировочной авиадивизии ДА.
В октябре 1955 года генерал-майор авиации Набоков уволен в запас. Умер Семен Константинович в 1973 году в г. Киеве.

## Награды
- два ордена Ленина (07.04.1940[3], 20.04.1953[5])
- четыре ордена Красного Знамени (в том числе 29.12.1942[6], 24.06.1948[5])
- два ордена Суворова II степени (14.04.1945[7], 29.05.1945[3])
- орден Кутузова II степени (19.08.1944)[8]
- орден Красной Звезды (03.11.1944)[5]

медали в том числе:
- - «За оборону Ленинграда»
  - «За оборону Москвы»
  - «За оборону Сталинграда»
  - «За победу над Германией в Великой Отечественной войне 1941—1945 гг.» (06.10.1945)[9]
  - «За взятие Кёнигсберга» (12.11.1947)[10]
  - «За взятие Берлина»

Приказы (благодарности) Верховного Главнокомандующего в которых отмечен С. К. Набоков.
- За овладение штурмом областным центром Украины городом Днепропетровск и городом Днепродзержинск (Каменское) — важнейшими промышленными центрами юга нашей страны и крупными узлами обороны немцев в излучине реки Днепр. 25 октября 1943 года. № 36.
- За овладение городом и крепостью Гданьск (Данциг) — важнейшим портом и первоклассной военно-морской базой немцев на Балтийском море. 30 марта 1945 года. № 319.
- За овладение штурмом крепостью и главным городом Восточной Пруссии Кенигсберг — стратегически важным узлом обороны немцев на Балтийском море. 9 апреля 1945 года. № 333.
- За отличия в боях при овладении городами Франкфурт-на-Одере, Вандлитц, Ораниенбург, Биркенвердер, Геннигсдорф, Панков, Фридрихсфелъде, Карлсхорст, Кепеник и вступление в столицу Германии город Берлин. 23 апреля 1945 года. № 339[11].